# Frontal (informatique)
Pour les articles homonymes, voir frontal et FEP.
 (mai 2017).
Si vous disposez d'ouvrages ou d'articles de référence ou si vous connaissez des sites web de qualité traitant du thème abordé ici, merci de compléter l'article en donnant les références utiles à sa vérifiabilité et en les liant à la section « Notes et références ».
Un frontal (en anglais, frontend, front-end processor ou FEP) est un équipement informatique. On l'oppose généralement au backend.
En informatique, un frontal peut désigner une interface de communication entre plusieurs applications hétérogènes ou un point d'entrée uniformisé pour des services différents. Par exemple, dans les architectures web, on peut utiliser un serveur frontal HTTP pour traiter les requêtes générales et renvoyer certaines demandes de service vers un conteneur d'application (comme Tomcat) ou un serveur d'applications (comme JBoss, GlassFish, TomEE (en), Resin (en), ...). 
Plus généralement, il s'agit de la mise en place d'un serveur permettant la dissimulation d'un autre. Dans ce cas, le serveur frontal intercepte les requêtes utilisateur et les ré-envoie vers le serveur backend. Le serveur frontal agit donc comme un proxy. La mise en place d'un tel système crée un temps de latence lié à la distance entre les deux serveurs.